# Mikan

Herb Stefana Mikana według Ostrowskiego

Herb Stefana Mikana według Szymańskiego

vMikan (Chwalne) – polski herb szlachecki z nobilitacji, o niepewnym rysunku.

## Opis herbu
Istnieją przekazy o dwóch alternatywnych wizerunkach herbu:
1. W polu błękitnym gałązka oliwna zielona, w skos.
Nad tarczą korona bez hełmu, nad którą klejnot: dwa wianki zielone w pas, trzymane przez muzy stojące po bokach tarczy, z których każda trzyma w drugiej ręce chorągiewkę błękitną z godłem.
2. W polu błękitnym dwie nieokreślone muzy w pas, każda trzyma sztandar ze swoim (nieokreślonym) znakiem, zaś lewa dodatkowo trzyma koronę. Między nimi gałąź oliwna zielona.

## Najwcześniejsze wzmianki
Nadany 15 sierpnia 1556 Stefanowi Mikanowi pochodzącemu z Bolonii, doktorowi filozofii i medycyny.

## Herbowni
Mikan - Mikani - Micanus.